# Hispano-Suiza 12L
L'Hispano-Suiza 12L, indicato anche come "Type 51" dall'azienda costruttrice, fu un motore aeronautico 12 cilindri a V raffreddato a liquido sviluppato in Francia dall'azienda francospagnola Hispano-Suiza nella seconda metà degli anni venti.

## Storia del progetto
Il motore Hispano-Suiza 12L vide la luce nel 1928 ed era il frutto della progressiva evoluzione del progetto dell'Hispano-Suiza 8, che aveva già portato tre anni prima, alla realizzazione del dodici cilindri 12H. Rispetto al predecessore, il nuovo "12L" presentava medesimo alesaggio (140 mm) ma corsa leggermente maggiore (170 mm, contro i precedenti 150) per raggiungere la cilindrata di 31,4 l.
Per quanto la comune origine consentisse di mantenere caratteristiche collaudate su cui poter fare affidamento, il nuovo "12L" ereditò anche le criticità del modello precursore, rappresentate prevalentemente dalla tendenza al surriscaldamento dovuta all'impiego di cilindri ciechi con camicie riportate a secco, problemi che saranno risolti solamente nei successivi modelli 12M e 12N con il ricorso alla soluzione delle canne umide.

## Descrizione tecnica
Si trattava di un motore aspirato a dodici cilindri, allineati su due bancate disposte a V con angolo di 60°, raffreddato a liquido. Lungo 185 cm e largo 75, comprensivo dei liquidi di raffreddamento e lubrificazione arrivava a pesare 440 kg.
L'Hispano-Suiza 12L era in grado di erogare la potenza di 630 CV (463 kW) al regime di 2000 giri/min; era disponibile nella variante con elica in presa diretta sull'albero motore oppure in due varianti con riduttori con rapporti di riduzione rispettivamente di 1:2 e di 54:87.
Ne furono realizzati complessivamente circa 2 000 esemplari.

## Mezzi utilizzatori
I dati sono tratti da "Hispano-Suiza... Gnome & Rhône «De la victoire à la défaite»", tranne dove indicato diversamente.
- Bernard 191 GR
- Bernard 191T
- Blériot 110
- Breguet Bre 19
- Breguet 284
- CAMS 33[N 1]
- CAMS 53[7]
- Couzinet 27 Arc en Ciel [N 2]
- Farman F.2200
- Levasseur PL.7
- Levasseur PL.10[7]
- Lublin R-VIII
- Mitsubishi B2M
- Nieuport-Delage NiD-72
- Nieuport-Delage NiD-82
- Potez 25
- PZL P.1

### Annotazioni
1. ↑  Altre fonti riportano che il CAMS 33 fosse equipaggiato con motori Hispano-Suiza 8
2. ↑  In alcuni casi denominato Couzinet 11, in quanto derivato dal Couzinet 10 dotato di un nuovo motore centrale.

### Fonti
1. ↑  Breton, 2015, p. 21.
2. 1 2 3 4  Hartman, 2009, p. 18.
3. 1 2  Moteurs d'aviation Hispano-Suiza, p. 9.
4. 1 2 3  Breton, 2015, p. 6.
5. ↑  Breton, 2015, p. 24.
6. ↑  Breton, 2015, pp. 22-3.
7. 1 2  Hartman, 2009, pp. 28-9.